# Cor van der Gijp
Cornelis (Cor) van der Gijp (Dordrecht, Países Bajos; 1 de agosto de 1931-12 de noviembre de 2022) fue un futbolista y entrenador de fútbol neerlandés que jugaba en la posición de delantero. Fue entrenador de varios clubes, entre ellos el SC Veendam.

## Carrera

### Club
| Periodo   | Club                |
| --------- | ------------------- |
| 1949–1955 | SC Emma             |
| 1955–1964 | Feijenoord          |
| 1964–1967 | Blauw-Wit Amsterdam |

### Selección nacional
Participó con la selección aficionada de Países Bajos en los Juegos Olímpicos de 1952 en Helsinki. Jugó para la selección mayor por primera vez en marzo de 1954 en un partido amistoso ante Inglaterra, con la que jugó en 13 partidos y anotó seis goles. su último partido con la selección nacional sería en octubre de 1961 en la clasificación para la Copa Mundial de Fútbol de 1962 ante Hungría.

### Entrenador
| Periodo   | Club           |
| --------- | -------------- |
| 1968-1969 | VV Hardinxveld |
| 1969-1971 | VV Sliedrecht  |
| 1971–1972 | RVVH           |
| 1972–1974 | SC Veendam     |

## Logros
- Eredivisie: 2

1960/61, 1961/62